# Ryan Oosthuizen
Pour les articles homonymes, voir Oosthuizen (homonymie).
Ryan Oosthuizen est un joueur sud-africain de rugby à sept né le 22 mai 1995 à Stellenbosch, au Cap-Occidental.

## Biographie
Il a remporté avec l'équipe d'Afrique du Sud la médaille de bronze du tournoi masculin des Jeux olympiques d'été de 2024, organisés à Paris.